# Ліновець (Вармінсько-Мазурське воєводство)
Ліновець (пол. Linowiec, нім. Linnowitz) — село в Польщі, у гміні Ґродзічно Новомейського повіту Вармінсько-Мазурського воєводства.
Населення — 409 осіб (2011).
У 1975-1998 роках село належало до Торунського воєводства.

## Демографія
Демографічна структура станом на 31 березня 2011 року:
|          | Загалом | Допрацездатний вік | Працездатний вік | Постпрацездатний вік |
| -------- | ------- | ------------------ | ---------------- | -------------------- |
| Чоловіки | 213     | 47                 | 142              | 24                   |
| Жінки    | 196     | 39                 | 112              | 45                   |
| Разом    | 409     | 86                 | 254              | 69                   |